# Cirarab
Cirarab is een bestuurslaag in het regentschap Tangerang van de provincie Banten, Indonesië. Cirarab telt 5625 inwoners (volkstelling 2010).